# Eminence (Kentucky)
Eminence – miasto w Stanach Zjednoczonych, w stanie Kentucky, w hrabstwie Henry.